# 塔韦
塔韦（法語：Tavey，法語發音：[tavɛ]）是法国上索恩省的一个旧市镇，属于吕尔区。2019年，塔韦并入市镇埃里库尔。

## 地理
塔韦（47°33'58"N, 6°44'33"E）面积2.96 平方千米，位于法国勃艮第-弗朗什-孔泰大區上索恩省，该省份为法国东部内陆省份，北起顺时针与孚日省、贝尔福地区省、杜省、汝拉省、科多尔省和上马恩省接壤。
与塔韦接壤的市镇（或旧市镇、城区）包括：埃里库尔、莱尔、韦尔朗、维扬勒瓦勒。

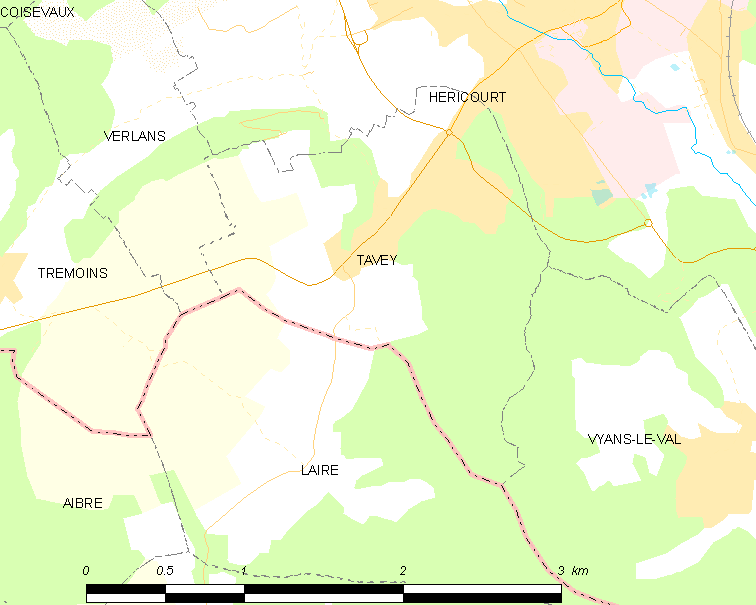
塔韦的OSM定位图

塔韦的时区为UTC+01:00、UTC+02:00（夏令时）。

## 行政
塔韦的邮政编码为70400，INSEE市镇编码为70497。

## 政治
塔韦所属的省级选区为埃里库尔第二县。

## 人口

1962-2008年间塔韦人口变化图示

塔韦于2018年1月1日时的人口数量为498人。